# Kütten
Kütten este o comună din landul Saxonia-Anhalt, Germania.